# فلوريس دي أفيلا
بلدية فلوريس دي أفيلا (بالإسبانية: Flores de Ávila) هي بلدية تقع في مقاطعة آبلة التابعة لمنطقة قشتالة وليون وسط إسبانيا.

## الديموغرافيا
يبلغ عدد سكان بلدية فلوريس دي أفيلا 347 نسمة عام 2011 (وفقاً للمعهد الوطني للإحصاء الإسباني).
| 453 | 438 | 416 | 394 | 372 | 364 | 347 |